# Tanytarsus flaviradialis
Tanytarsus flaviradialis är en tvåvingeart som beskrevs av Guha, Das och Chaudhuri 1985. Tanytarsus flaviradialis ingår i släktet Tanytarsus och familjen fjädermyggor. Inga underarter finns listade i Catalogue of Life.